# Lista dos campeões estaduais de futebol do Brasil em 2016
A lista a seguir traz dados acerca dos campeonatos estaduais de futebol realizados no Brasil em 2016. Significados das colunas:
- Estado: nome do estado, listados em ordem alfabética.
- Copa do Brasil 2017: times classificados para a Copa do Brasil em sua edição de 2017 pelo Campeonato Estadual. [Ordem de posição final]
- Série D 2016: times classificados para o Campeonato Brasileiro de Futebol - Série D em sua edição de 2016. [Ordem de posição final]
- Série D 2017: times classificados para o Campeonato Brasileiro de Futebol - Série D em sua edição de 2017.[1] [Ordem de posição final]
- Final: placares dos jogos finais ou, em caso de não ter havido final, a vantagem do campeão ao final do campeonato.
- Rebaixados: times rebaixados para a divisão inferior (2ª Divisão, Série B, Módulo II) de 2017

## Divisão Principal
| Estado | Campeão/Artilheiro                                                                                    | Vice-campeão          | Copa do Brasil 2017                                | Série D 2016                                      | Série D 2017                                                          | Final                                                            | Rebaixados                                                         |
| ------ | --- | --------------------- | -------------------------------------------------- | ------------------------------------------------- | --------------------------------------------------------------------- | ---------------------------------------------------------------- | ------------------------------------------------------------------ |
| AC     | Atlético Acreano (7º título) Tonho Cabañas (Galvez) 11 gols                                           | Rio Branco-AC         | Atlético Acreano Rio Branco-AC                     | Atlético Acreano Rio Branco-AC                    | Atlético Acreano Rio Branco-AC                                        | Rio Branco-AC 1 x 3 Atlético Acreano 2 x 1 Rio Branco-AC         | Amax                                                               |
| AL     | CRB (29º título - 2º consec.) Katê (Murici) 9 gols                                                    | CSA                   | CRB CSA Murici                                     | CSA Murici                                        | Murici Coruripe                                                       | CRB 2 x 0 CSA 0 x 1 CRB                                          | Penedense Ipanema                                                  |
| AM     | Fast Clube (7º título) Jefferson (Princesa do Solimões) 9 gols                                        | Princesa do Solimões  | Fast Clube Princesa do Solimões                    | Nacional-AM Princesa do Solimões                  | Fast Clube Princesa do Solimões                                       | Fast Clube 3 x 1 Princesa do Solimões                            | Nacional Borbense                                                  |
| AP     | Santos-AP (5º título - 4º consec.) Everton Reis (São Paulo AP) 8 gols                                 | Trem                  | Santos-AP                                          | Santos-AP Trem                                    | Santos-AP Trem                                                        | Trem 1 x 1 Santos-AP (Pen. 1 x 3)                                | Não há rebaixamento                                                |
| BA     | Vitória (28º título) Nino Guerreiro (Juazeirense) 6 gols                                              | Bahia                 | Vitória Bahia                                      | Juazeirense Galícia Fluminense de Feira           | Juazeirense Fluminense de Feira Jacobina                              | Vitória 2 x 0 Bahia 1 x 0 Vitória                                | Feirense Colo Colo                                                 |
| CE     | Fortaleza (41º título - 2º consec.) Anselmo (Fortaleza) 11 gols                                       | Atlético Cearense     | Fortaleza Atlético Cearense                        | Icasa Atlético Cearense Guarani de Juazeiro       | Guarani de Juazeiro Guarany de Sobral                                 | Atlético Cearense 1 x 4 Fortaleza 1 x 0 Atlético Cearense        | Quixadá Icasa                                                      |
| DF     | Luziânia (2º título) Aldo (Luziânia) e Rafael Grampola (Gama) 6 gols                                  | Ceilândia             | Luziânia Ceilândia                                 | Luziânia Ceilândia                                | Luziânia Ceilândia                                                    | Luziânia 2 x 0 Ceilândia 0 x 1 Luziânia                          | SE Planaltina Cruzeiro-DF                                          |
| ES     | Desportiva Ferroviária (18º título) Júlio Cézar (Sport Linharense) 8 gols                             | Espírito Santo        | Desportiva Ferroviária                             | Desportiva Ferroviária Espírito Santo             | Desportiva Ferroviária Espírito Santo                                 | Espírito Santo 0 x 1 Desportiva Ferroviária 1 x 0 Espírito Santo | Sport Linharense Estrela do Norte                                  |
| GO     | Goiás (26º título - 2º consec.) Nonato (Goianésia) 10 gols                                            | Anápolis              | Goiás Anápolis Vila Nova                           | Aparecidense Goianésia Anápolis                   | Anápolis Itumbiara Aparecidense                                       | Anápolis 0 x 0 Goiás 1 x 1 Anápolis (Pen. 5 x 4)                 | Trindade Anapolina                                                 |
| MA     | Moto Club (25º título) Ulisses (Cordino) 13 gols                                                      | Sampaio Corrêa        | Moto Club Sampaio Corrêa                           | Moto Club Maranhão                                | Maranhão Cordino                                                      | Não houve final Moto Club venceu os dois turnos                  | Araioses                                                           |
| MG     | América Mineiro (16º título) Robinho (Atlético Mineiro) 9 gols                                        | Atlético Mineiro      | América Mineiro Cruzeiro URT Caldense              | URT Caldense Villa Nova                           | URT Caldense Villa Nova                                               | América Mineiro 2 x 1 Atlético Mineiro 1 x 1 América Mineiro     | Guarani-MG Boa Esporte                                             |
| MT     | Luverdense (3º título) Alfredo (Luverdense) 13 gols                                                   | Sinop                 | Luverdense Sinop                                   | Sinop AA Araguaia                                 | Sinop União Rondonópolis                                              | Luverdense 0 x 0 Sinop 0 x 1 Luverdense                          | Poconé Rondonópolis                                                |
| MS     | Sete de Dourados (1º título) Guilherme (Sete de Dourados) Lucas Guma (Comercial-MS) 7 gols            | Comercial-MS          | Sete de Dourados Comercial-MS                      | Sete de Dourados Comercial-MS                     | Sete de Dourados Comercial-MS                                         | Sete de Dourados 2 x 1 Comercial-MS 0 x 2 Sete de Dourados       | Misto Aquidauanense                                                |
| PA     | Paysandu (46º título) Jerferson Monte Alegre (São Raimundo) 8 gols                                    | São Francisco         | São Francisco São Raimundo Remo                    | Águia de Marabá São Francisco São Raimundo        | São Francisco São Raimundo                                            | Paysandu 2 x 1 São Francisco                                     | Tapajós Parauapebas                                                |
| PB     | Campinense (21º Título - 2º consec.) Rodrigão (Campinense) 9 gols                                     | Botafogo-PB           | Campinense Botafogo-PB                             | Campinense Sousa                                  | Campinense Sousa                                                      | Botafogo-PB 2 x 3 Campinense 0 x 1 Botafogo-PB                   | Santa Cruz Esporte-PB                                              |
| PE     | Santa Cruz (29º título - 2º consec.) Ronaldo Alves (Náutico) 6 gols                                   | Sport                 | Sport Náutico Salgueiro                            | América-PE Central Serra Talhada                  | América-PE Central Atlético Pernambucano                              | Santa Cruz 1 x 0 Sport 0 x 0 Santa Cruz                          | Porto-PE Pesqueira                                                 |
| PI     | River-PI (30º título - 3º consec.) Genesis (Altos) 11 gols                                            | Altos                 | River-PI Altos                                     | Altos Parnahyba                                   | River-PI Altos Parnahyba                                              | Não houve. Campeão no TJD.                                       | Caiçara Corisabbá                                                  |
| PR     | Atlético Paranaense (22º título) Kléber (Coritiba) 13 gols                                            | Coritiba              | Coritiba Paraná PSTC Procopense                    | PSTC Procopense J.Malucelli Maringá               | PSTC Procopense Foz do Iguaçu Operário-PR                             | Atlético Paranaense 3 x 0 Coritiba 0 x 2 Atlético Paranaense     | Operário-PR Maringá                                                |
| RJ     | Vasco da Gama (24º título - 2º consec.) Tiago Amaral (Volta Redonda) 10 gols                          | Botafogo              | Vasco da Gama Fluminense Volta Redonda Boavista-RJ | Madureira Volta Redonda Boavista-RJ Portuguesa-RJ | Boavista-RJ Bangu Portuguesa-RJ                                       | Botafogo 0 x 1 Vasco da Gama 1 x 1 Botafogo                      | Friburguense America                                               |
| RN     | ABC (53º título) Nando (ABC) 15 gols                                                                  | América de Natal      | ABC América de Natal Globo                         | Globo Potiguar de Mossoró                         | América de Natal Globo Potiguar de Mossoró                            | América de Natal 3 x 3 ABC 4 x 0 América de Natal                | Palmeira                                                           |
| RO     | Rondoniense (1º título) Marco Aurélio (Rondoniense) 12 gols                                           | Genus                 | Rondoniense                                        | Rondoniense Genus                                 | Genus Real Arqiquemes                                                 | Não houve final Rondoniense venceu os dois turnos                | Não há rebaixamento                                                |
| RR     | São Raimundo-RR (7º título) Eduardo Magrão (Náutico-RR) Thiago Paraná (Baré) 4 gols                   | Baré                  | São Raimundo-RR                                    | Baré Náutico-RR                                   | São Raimundo-RR Baré                                                  | Baré 2 x 2 São Raimundo-RR (Pen. 2 x 3)                          | Não há rebaixamento                                                |
| RS     | Internacional (45º título - 6º consec.) Heliardo (São José-RS) 9 gols                                 | Juventude             | Internacional Juventude São José-RS                | Caxias São José-RS São Paulo-RS Novo Hamburgo     | São José-RS São Paulo-RS Novo Hamburgo                                | Juventude 0 x 1 Internacional 3 x 0 Juventude                    | Glória Lajeadense Aimoré                                           |
| SP     | Santos (22º título - 2º consec.) Roger (Red Bull Brasil) 11 gols                                      | Audax                 | Audax Corinthians São Bento                        | Audax São Bento Linense Ituano                    | Portuguesa Audax São Bernardo Red Bull Brasil Ituano XV de Piracicaba | Audax 1 x 1 Santos 1 x 0 Audax                                   | Água Santa Mogi Mirim XV de Piracicaba Oeste Capivariano Rio Claro |
| SC     | Chapecoense (5º título) Bruno Rangel (Chapecoense) 10 gols                                            | Joinville             | Joinville Criciúma Figueirense Brusque             | Brusque Inter de Lages Metropolitano              | Brusque Inter de Lages Metropolitano                                  | Joinville 0 x 1 Chapecoense 1 x 1 Joinville                      | Guarani de Palhoça Camboriú                                        |
| SE     | Sergipe (33º título) Dagil (Dorense) Paulinho Macaiba (Itabaiana) e Leandro Kivel (Confiança) 10 gols | Itabaiana             | Sergipe Itabaiana                                  | Sergipe Itabaiana                                 | Sergipe Itabaiana                                                     | Sergipe 1 x 0 Itabaiana 1 x 1 Sergipe                            | Guarany-SE Socorrense                                              |
| TO     | Gurupi (6º título) Régis Wenzel (Gurupi) 11 gols                                                      | Tocantins de Miracema | Gurupi                                             | Tocantinópolis Palmas                             | Tocantins de Miracema Gurupi                                          | Gurupi 0 x 0 Tocantins de Miracema 2 x 3 Gurupi                  | Araguaína Palmas                                                   |

## Turnos Estaduais
| Campeonato                    | Primeiro Turno                          | Segundo Turno                       |
| ----------------------------- | --------------------------------------- | ----------------------------------- |
| Campeonato Amapaense          | Primeiro Turno / Trem                   | Segundo Turno / Santos-AP           |
| Campeonato Carioca            | Taça Guanabara / Vasco da Gama          | Campeonato disputado em turno único |
| Campeonato Carioca - Série A2 | Taça Santos Dumont / Nova Iguaçu        | Taça Corcovado / Campos             |
| Campeonato Carioca - Série B1 | Primeiro Turno / Juventus               | Segundo Turno / Serrano             |
| Campeonato Catarinense        | Primeiro Turno / Chapecoense            | Segundo Turno / Joinville           |
| Campeonato Maranhense         | Primeiro Turno / Moto Club              | Segundo Turno / Moto Club           |
| Campeonato Paraense           | Taça Cidade de Belém / Paysandu         | Taça Estado do Pará / São Francisco |
| Campeonato Piauiense          | Taça Estado do Piauí / River-PI         | Taça Cidade de Teresina / River-PI  |
| Campeonato Potiguar           | Taça Cidade de Natal / América de Natal | Taça Rio Grande do Norte / ABC      |
| Campeonato Rondoniense        | Primeiro Turno / Rondoniense            | Segundo Turno / Rondoniense         |
| Campeonato Roraimense         | Taça Boa Vista / Baré                   | Taça Roraima / São Raimundo-RR      |

## Torneios Extra
| Estado                                | Competição                      | Campeão                         | Vice-Campeão | Outros participantes               |
| ------------------------------------- | ------------------------------- | ------------------------------- | ------------ | ---------------------------------- |
| CE - (Detalhes)                       | Taça Padre Cícero               | Guarani de Juazeiro (2º título) | —            | —                                  |
| MG - (Detalhes)                       | Campeonato Mineiro do Interior  | URT (1º título)                 | —            | —                                  |
| RJ - (Taça Rio)                       | Taça Rio                        | Volta Redonda (1º título)       | Resende      | Macaé Boavista-RJ (semifinalistas) |
| RJ - Série B - (Capital) e (Interior) | Torneio Capital                 | Audax Rio (1º título)           | —            | —                                  |
| RJ - Série B - (Capital) e (Interior) | Torneio Interior                | Americano (1º título)           | —            | —                                  |
| RS - (Detalhes)                       | Campeonato do Interior Gaúcho   | São José-RS (1º título)         | —            | —                                  |
| SP - (Detalhes)                       | Campeonato Paulista do Interior | São Bento (4º título)           | —            | —                                  |

## Divisões de Acesso
| Estado | Divisão           | Campeão                                | Promovidos                                      | Rebaixados                                                                  |
| ------ | ----------------- | -------------------------------------- | ----------------------------------------------- | --------------------------------------------------------------------------- |
| AC     | Segunda Divisão   | Humaitá (1º título)                    | Humaitá                                         |                                                                             |
| AL     | Segunda Divisão   | CEO (2º título)                        | CEO Miguelense                                  |                                                                             |
| BA     | Segunda Divisão   | Atlântico (1º título)                  | Atlântico                                       |                                                                             |
| CE     | Segunda Divisão   | Alto Santo (1º título)                 | Horizonte Ferroviário                           | Barbalha Nova Russas Campo Grande                                           |
| CE     | Terceira Divisão  | Tianguá (1º título)                    | Tianguá EC Limoeiro                             |                                                                             |
| DF     | Segunda Divisão   | Dom Pedro (2º título)                  | Dom Pedro Paranoá                               |                                                                             |
| ES     | Série B           | Vitória-ES (2º título)                 | Vitória-ES Tupy                                 |                                                                             |
| GO     | Segunda Divisão   | Rio Verde (6º título)                  | Rio Verde Iporá                                 | Caldas Caldas Novas                                                         |
| GO     | Terceira Divisão  | Aparecida (1º título)                  | Aparecida Monte Cristo                          |                                                                             |
| MA     | Segunda Divisão   | Americano (1º título)                  | Americano                                       |                                                                             |
| MG     | Módulo II         | Democrata GV (2º título)               | Democrata GV América de Teófilo Otoni           | Minas Boca Ipatinga SE Patrocinense                                         |
| MG     | Segunda Divisão   | Tupynambás (1º título)                 | Tupynambás Betinense CA Patrocinense            |                                                                             |
| MS     | Série B           | URSO (1º título)                       | URSO União/ABC                                  |                                                                             |
| PA     | Segunda Divisão   | Pinheirense (1º título)                | Pinheirense Castanhal                           |                                                                             |
| PB     | Segunda Divisão   | Internacional (2º título)              | Internacional Serrano                           |                                                                             |
| PE     | Série A2          | Flamengo de Arcoverde (2º título)      | Flamengo de Arcoverde Afogados                  |                                                                             |
| PI     | Segunda Divisão   | 4 de Julho (3º título)                 | 4 de Julho Comercial                            |                                                                             |
| PR     | Taça Prata        | Cianorte (1º título)                   | Cianorte Prudentópolis                          | Cambé                                                                       |
| PR     | Taça Bronze       | União de Francisco Beltrão (1º título) | União de Francisco Beltrão Iraty                |                                                                             |
| RJ     | Série B           | Nova Iguaçu (2º título)                | Nova Iguaçu Campos                              | Angra dos Reis Santa Cruz Ceres                                             |
| RJ     | Série C           | São Gonçalo EC (2º título)             | São Gonçalo EC Serrano Serra Macaense Barcelona |                                                                             |
| RN     | Segunda Divisão   | Santa Cruz (1º título)                 | Santa Cruz                                      |                                                                             |
| RS     | Divisão de Acesso | Caxias (2º título)                     | Caxias                                          | Santo Ângelo Riograndense-SM Marau                                          |
| RS     | Segunda Divisão   | Guarany de Bagé (2º título)            | Guarany de Bagé                                 |                                                                             |
| SC     | Série B           | Almirante Barroso (1º título)          | Almirante Barroso Tubarão                       | Porto                                                                       |
| SC     | Série C           | Itajaí (1º título)                     | Itajaí                                          |                                                                             |
| SE     | Série A2          | Frei Paulistano (1º título)            | Frei Paulistano Botafogo                        |                                                                             |
| SP     | Série A2          | Santo André (4º título)                | Santo André Mirassol                            | Paulista Monte Azul Independente-SP Atlético Sorocaba Marília Rio Branco-SP |
| SP     | Série A3          | Sertãozinho (2º título)                | Sertãozinho Rio Preto                           | São José-SP Itapirense Guaratinguetá Primavera Fernandópolis Grêmio Barueri |
| SP     | Segunda Divisão   | Portuguesa Santista (1º título)        | Portuguesa Santista Desportivo Brasil           |                                                                             |
| TO     | Segunda Divisão   | Sparta (1º título)                     | Sparta Colinas                                  |                                                                             |